# Дейви, Дитч
Дитч Дейви (англ. Ditch Davey, род. 12 апреля 1972) — австралийский актёр, в основном, известный благодаря ролям на телевидении. Дейви наиболее известен благодаря своей роли Эвана Джонса в сериале Seven Network «Блу хилеры», где он снимался с 2001 по 2006 год. Он в 1998 году закончил Австралийскую академию искусств и вскоре начал свою карьеру на телевидении.
В 2009 году Дейви снялся в независимом фильме «Блаженные» с Фрэнсис О’Коннор, а в 2012 году дебютировал на американском телевидении в сериале Starz «Спартак: Война проклятых». После Дейви переехал в США на постоянной основе и в конце 2013 года получил основную мужскую роль в сериале ABC «Чёрный ящик» с Келли Райли и Ванессой Редгрейв.

## Фильмография
| Год  | Название на русском | Название на английском        | Роль   | Примечания             |
| ---- | ------------------- | ----------------------------- | ------ | ---------------------- |
| 2007 |                     | Small Change                  | Мик    | Короткометражный фильм |
| 2008 | Под красной луной   | Under a Red Moon              | Стю    |                        |
| 2009 | Блаженные           | Blessed                       | Нэйтан |                        |
| 2009 |                     | If at First You Don’t Succeed | Эндрю  | Короткометражный фильм |
| 2011 |                     | Closing In                    | Уилан  | Короткометражный фильм |
| 2012 | Подвал              | Crawlspace                    | Ромео  |                        |
| 2013 |                     | We’ve All Been There          | Митт   | Короткометражный фильм |

| Год       | Название на русском             | Название на английском     | Роль              | Примечания                                    |
| --------- | ------------------------------- | -------------------------- | ----------------- | --------------------------------------------- |
| 2000      | Водяные крысы                   | Water Rats                 | Брендан Хоган     | Эпизоды: «Reunion» и «In the Blood»           |
| 2000      | Выше закона                     | Above the Law              | Крис Кларк        | Эпизоды: «A Hard Day’s Night» и «By the Book» |
| 2001      |                                 | Do or Die                  | Стриптизер        | Мини-сериал                                   |
| 2001      | Все святые                      | All Saints                 | Шейн Джозеф       | Эпизод: «What Katie Did Next»                 |
| 2001-2006 | Блу хилеры                      | Blue Heelers               | Эван Джонс        | Регулярная роль, 175 эпизодов                 |
| 2007      | Все святые                      | All Saints                 | Клэй Инглиш       | Эпизод: «The Blink of an Eye»                 |
| 2008      | Наслаждение                     | Satisfaction               | Россо             | Эпизод: «Rubber Dubber»                       |
| 2010      | Уилфред                         | Wilfred                    | Кларенс           | Эпизод: «Dog Starr»                           |
| 2011      | Скажи им, что Люцифер был здесь | Tell Them Lucifer Was Here | Сержант Мик Ричи  | Телефильм                                     |
| 2008-2011 | Морской патруль                 | Sea Patrol                 | Капитан Джим Рот  | 9 эпизодов                                    |
| 2012-2013 | Спартак: Война проклятых        | Spartacus: Blood and Sand  | Немет             | 9 эпизодов                                    |
| 2014      | Чёрный ящик                     | The Black Box              | Доктор Иэн Бикмэн | Регулярная роль, 13 эпизодов                  |
| 2020      | Сумерки                         | The Gloaming               | Тоби Брумхолл     | Главная роль, 8 эпизодов                      |